# Света Недеља (Костур)
Света Недеља (грч. Αγία Κυριακή) је насељено место у општини Костур у периферији Западна Македонија, Грчка. Према попису из 2021. године било је 205 становника.
Према бугарском географу и историчару, Василу Канчову, у Светој Недељи је 1900. године живело 80 Словена хришћана и 350 Словена муслимана. Године 1924. муслиманско становништво је принудно исељено у Турску а на њихово место су насељене грчке избеглице из Турске, укупно 221 особа.